# Дублей Ігор Юрійович
Ігор Дублей

## Ігор Дублей Юрійович
Ігор Дублей Юрійович — сучасний майстер столярної справи з Буштина, знаний за своїми унікальними дерев'яними виробами. Він спеціалізується на виготовленні меблів та інших предметів з дерева за індивідуальними замовленнями, поєднуючи традиційні техніки столярства з сучасними дизайнерськими підходами.
Ігор Дублей продовжує багаторічні ремісничі традиції свого рідного регіону, популяризуючи мистецтво столярства серед місцевих жителів та за їх межами. Завдяки своєму професіоналізму та творчому підходу, він здобув визнання серед клієнтів та колег, а його роботи вирізняються високою якістю, функціональністю та естетичною цінністю.